# Municipio de Winfield (Nueva Jersey)
El municipio de Winfield (en inglés: Winfield Township) es un municipio ubicado en el condado de Union en el estado estadounidense de Nueva Jersey. En el año 2006 tenía una población de 1,486 habitantes y una densidad poblacional de 2,972 personas por km².

## Geografía
El municipio de Winfield se encuentra ubicado en las coordenadas 40°38′9″N 74°17′22″O / 40.63583, -74.28944.

## Demografía
Según la Oficina del Censo en 2000 los ingresos medios por hogar en la localidad eran de $37,000 y los ingresos medios por familia eran $47,167. Los hombres tenían unos ingresos medios de $41,133 frente a los $30,139 para las mujeres. La renta per cápita para la localidad era de $21,565. Alrededor del 7.5% de la población estaba por debajo del umbral de pobreza.